# Open de Vendée 2023
L'Open de Vendée 2023 è stato un torneo maschile di tennis professionistico giocato sul cemento indoor. È stata la 10ª edizione del torneo, facente parte della categoria Challenger 100 nell'ambito dell'ATP Challenger Tour 2023. Si è giocato al Vendéspace di Mouilleron-le-Captif, in Francia, dal 2 all'8 ottobre 2023.

## Partecipanti

### Teste di serie
| Nazionalità       | Giocatore          | Ranking* | Testa di serie |
| ----------------- | ------------------ | -------- | -------------- |
| Francia           | Hugo Gaston        | 89       | 1              |
| Svizzera          | Dominic Stricker   | 90       | 2              |
| Francia           | Benjamin Bonzi     | 98       | 3              |
| Belgio (bandiera) | David Goffin       | 102      | 4              |
| Svizzera          | Marc-Andrea Hüsler | 103      | 5              |
| Stati Uniti       | Maxime Cressy      | 104      | 6              |
| Regno Unito       | Jack Draper        | 106      | 7              |
| Rep. Ceca         | Tomáš Macháč       | 118      | 8              |

* Ranking al 25 settembre 2023.

### Altri partecipanti
I seguenti giocatori hanno ricevuto una wild card per il tabellone principale:
- Pierre-Hugues Herbert
- Matteo Martineau
- Lucas Poullain

Il seguente giocatore è entrato in tabellone come alternate:
- Valentin Royer

I seguenti giocatori sono passati dalle qualificazioni:
- Rémy Bertola
- Evgenij Karlovskij
- Charles Broom
- Robin Bertrand
- Adrien Gobat
- Arthur Fery

## Punti e montepremi
| Torneo    | Torneo              | V      | F     | SF    | QF    | 2T    | 1T    | Q | Q2  | Q1  |
| Singolare | Punti               | 100    | 60    | 36    | 20    | 9     | 0     | 5 | 2   | 0   |
| Singolare | Premi in denaro (€) | 16,020 | 9,415 | 5,555 | 3,240 | 1,900 | 1,160 | – | 580 | 290 |
| Doppio    | Punti               | 100    | 60    | 36    | 20    | –     | 0     | – | –   | –   |
| Doppio    | Premi in denaro (€) | 6,845  | 4,050 | 2,400 | 1,420 | –     | 800   | – | –   | –   |

## Campioni

### Singolare
Tomáš Macháč ha sconfitto in finale  Arthur Fery con il punteggio di 6–3, 6–4.

### Doppio
Julian Cash /  Robert Galloway hanno sconfitto in finale  Maxime Cressy /  Otto Virtanen con il punteggio di 6–4, 5–7, [12–10].